# Paul Coirre
Paul Coirre, né le 19 mars 1911 à Paris 7e et mort le 14 décembre 1989 à Paris 16e, est un homme politique français.

## Biographie
Fils d'un industriel, fabricant de produits pharmaceutiques, auquel il succédera dans les années 1950, Paul Coirre, après un passage au Collège Stanislas, suit la voie familiale et s'inscrit à la faculté de pharmacie.
Mobilisé au début de la seconde guerre mondiale, il participe, après son retour à la vie civile, à la résistance. Il fait ainsi partie du comité parisien de libération, et, au printemps 1945, de l'assemblée municipale provisoire de la capitale.
Membre du Rassemblement du peuple français, c'est sous cette étiquette qu'il est élu au conseil municipal de Paris en octobre 1947. Il y exerce les fonctions de secrétaire (1947-1948), puis syndic (1949-51), avant de le présider, de novembre 1951 à novembre 1952.
Exclu du RPF pour avoir soutenu ceux qui, comme Edmond Barrachin, ont apporté leur soutien à Antoine Pinay, il rejoint l'action républicaine et sociale, et se présente en décembre à l'élection législative partielle provoquée par le décès de Louis Rollin. Bénéficiant  du désistement du RGR et du CNI, il est élu au second tour avec 60,3 % des voix.
A l'assemblée, il est actif, mais surtout sur des questions secondaires par rapport à l'actualité politique. Il défend ainsi le projet de création d'un ordre national des opticiens ou s'intéresse aux limitations de vitesse sur les routes.
En 1956, il est en deuxième position sur la liste menée par Édouard Frédéric-Dupont, soutenue par le CNI, et est réélu député.
Il soutient, en 1958, le retour de Charles de Gaulle au pouvoir, mais met fin à sa carrière politique dans la foulée, pour se consacrer à ses activités professionnelles.

## Détail des fonctions et des mandats
Mandat parlementaire
- 21 décembre 1952 - 8 décembre 1958 : Député de la Seine

Mandat municipal
- 19 novembre 1951 - 17 novembre 1952 : Président du Conseil Municipal de Paris (RPF)